# Дорогожичи (станция метро)
«Дорого́жи́чи» (укр. «Дорого́жи́чі»,  (слушать)о файле) — 40-я станция Киевского метрополитена. Расположена в Шевченковском районе города Киева, на Сырецко-Печерской линии между станциями «Сырец» и «Лукьяновская» в предполагаемом районе исторической местности Дорогожичи. Станция открыта 30 марта 2000 года. Пассажиропоток — 18,5 тыс. чел./сутки.

## Конструкция
Пилонная трёхсводчатая станция глубокого заложения. Имеет три подземных зала — центральный и два зала с посадочными платформами. Залы станции соединены между собой рядом проходов-порталов, которые чередуются с пилонами. Центральный зал соединён с наземным вестибюлем при помощи наклонного хода, в котором установлено четыре эскалатора.

## Вестибюли
Имеется один северный полуподземный двухуровневый вестибюль, высота которого эквивалентна четырём этажам. На нижнем уровне вестибюля расположен кассовый зал, на верхнем — выход в подземный переход. Нижний и верхний уровни вестибюля соединены четырьмя эскалаторами и двумя трёхмаршевыми лестницами. Станция расположена рядом с мемориалом «Бабий Яр» и телецентром.

## Оформление
В оформлении станции использованы такие материалы как мрамор (для отделки стен), гранит (для отделки пола), пластик и алюминий (для отделки сводов), стеклоблоки. Название станции на путевой стене выполнено темным мрамором по белому (как и на станциях «Позняки» и «Сырец»). В торце центрального зала размещено панно с фотографическим изображением Кирилловской церкви, расположенной неподалёку.

## Строительство
В отличие от ранее построенных киевских станций, средний и левый станционные залы были пройдены сплошным забоем. Это было связано с тем, что в тот момент, когда для проходки левого станционного зала всё уже было готово, механизированный щит, двигавшийся от «Лукьяновской», находился на расстоянии 1,2 км от строящейся станции, и ждать, пока щит преодолеет это расстояние, было нерационально. Позднее щит прогнали транзитом по готовому тоннелю, после чего он пошёл далее на северо-запад.
От станции «Дорогожичи» было проложено более полукилометра тоннелей, которые должны были следовать на «Виноградарь».
Однако более позднее решение построить станцию метро «Сырец» возле одноимённой железнодорожной платформы привело к возникновению дуги, обусловленной тем, что на расстоянии 500 метров от оси улицы Академика Щусева линию пришлось резко повернуть на юго-запад.

## Изображения

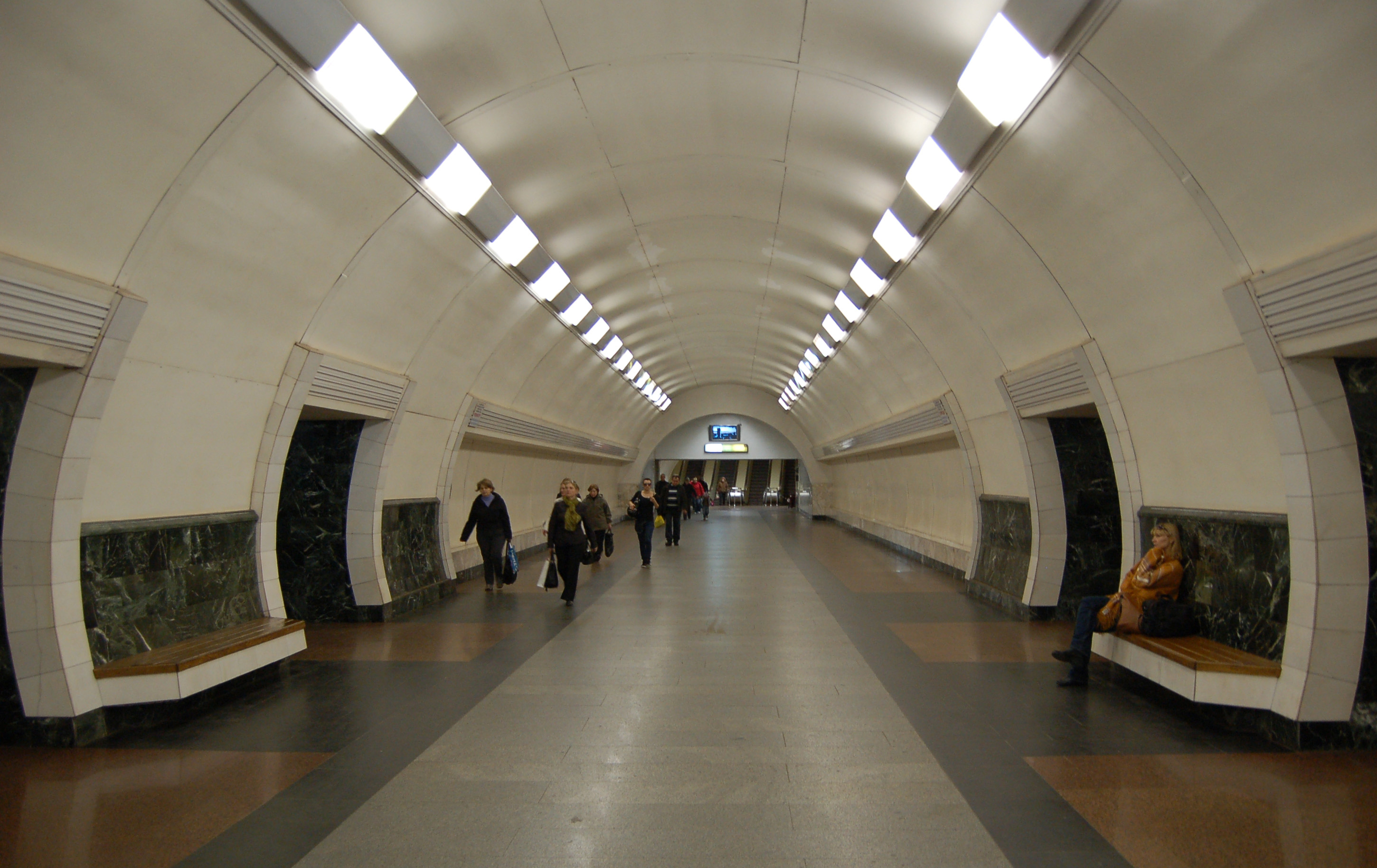
Центральный зал, вид на эскалаторы
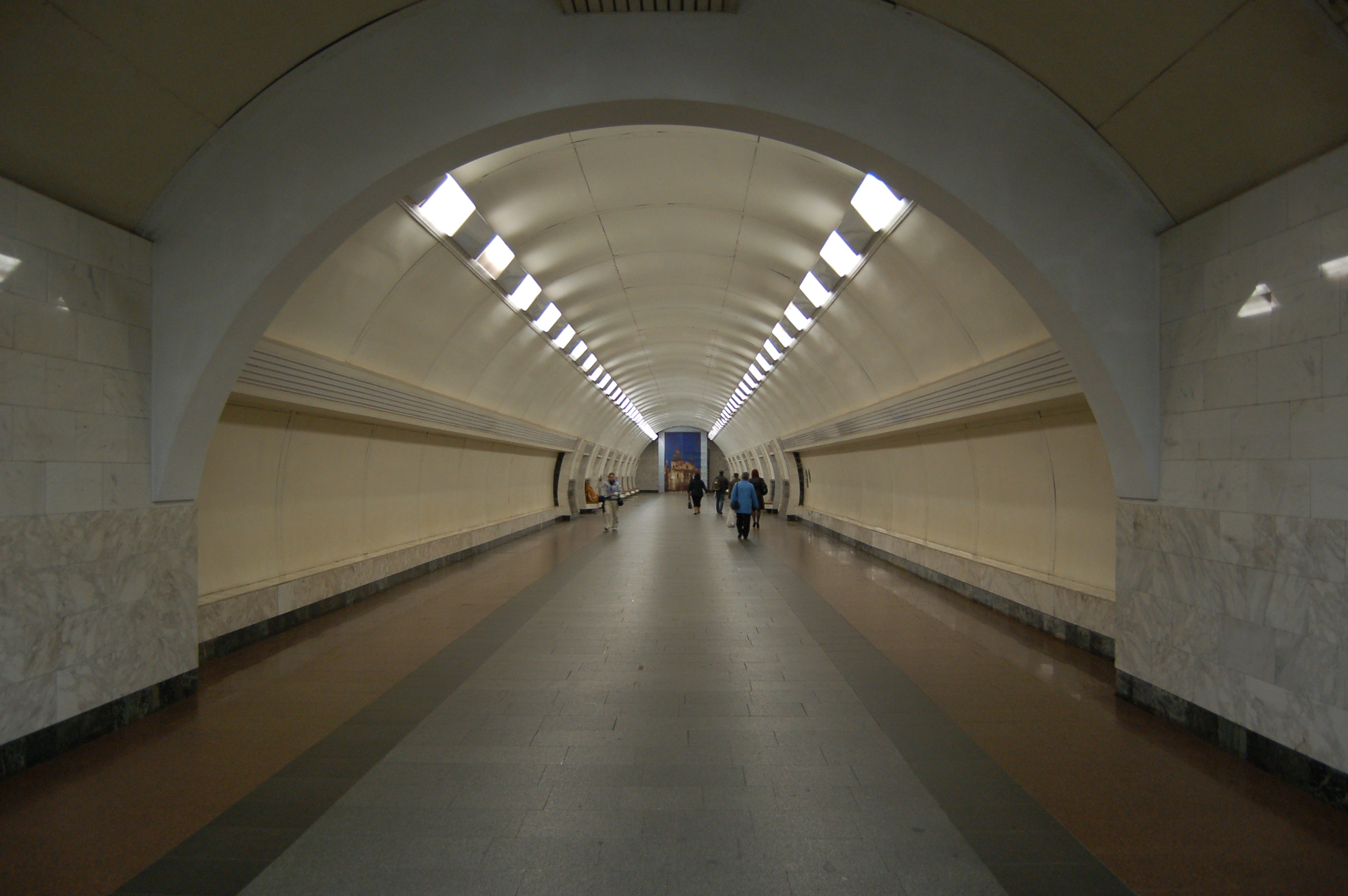
Центральный зал, вид от эскалаторов
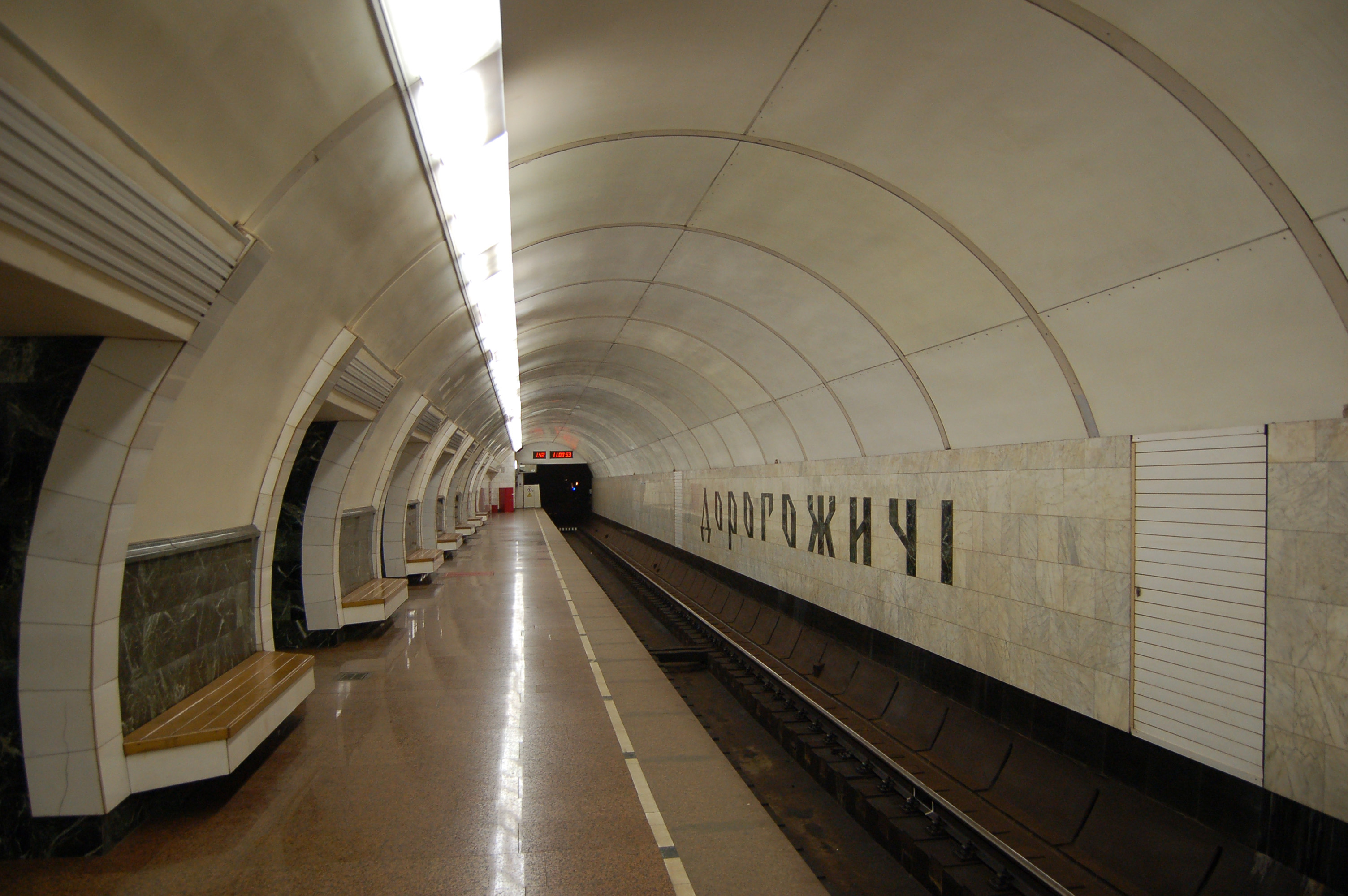
Посадочная платформа
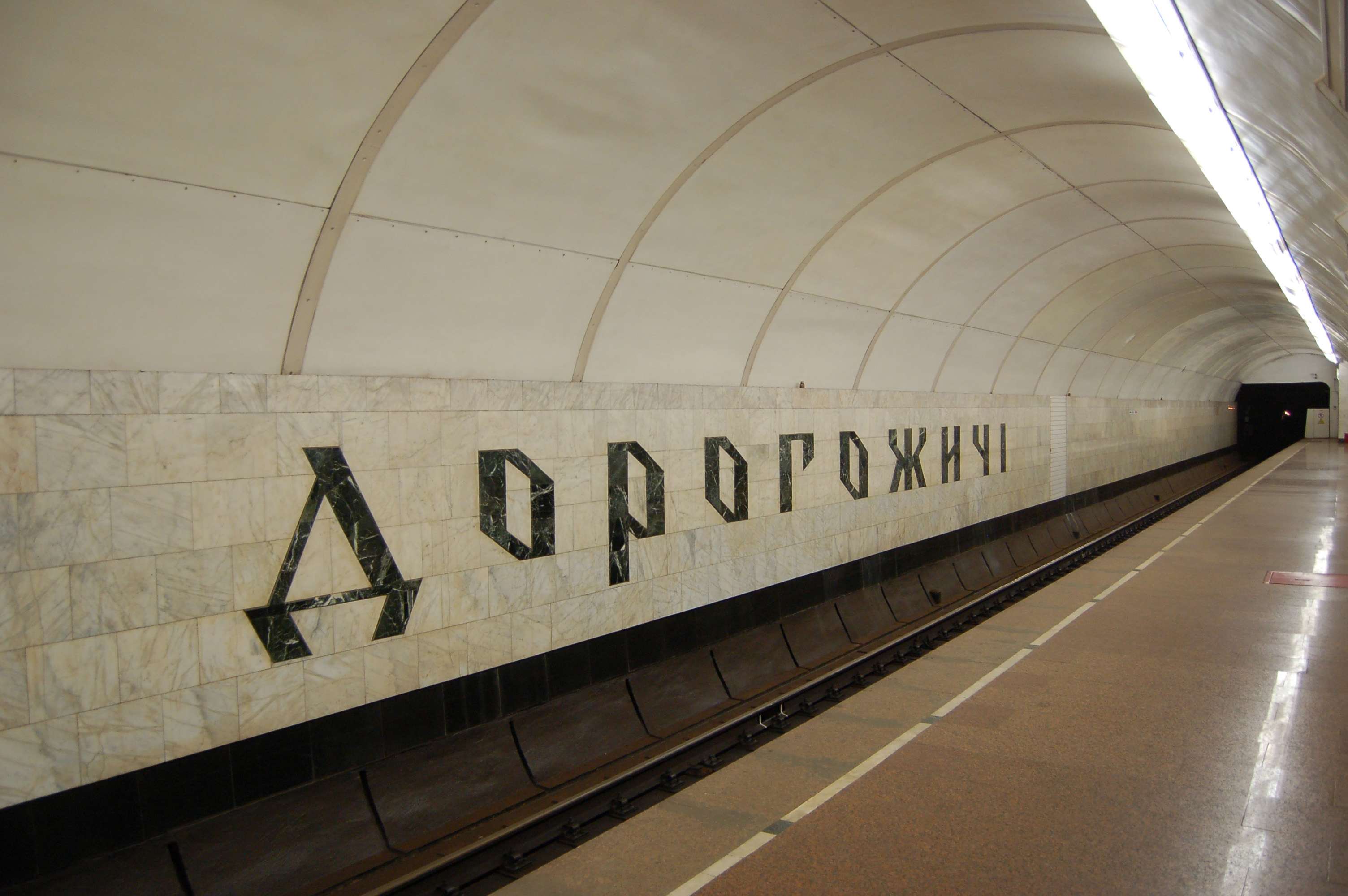
Название станции на путевой стене
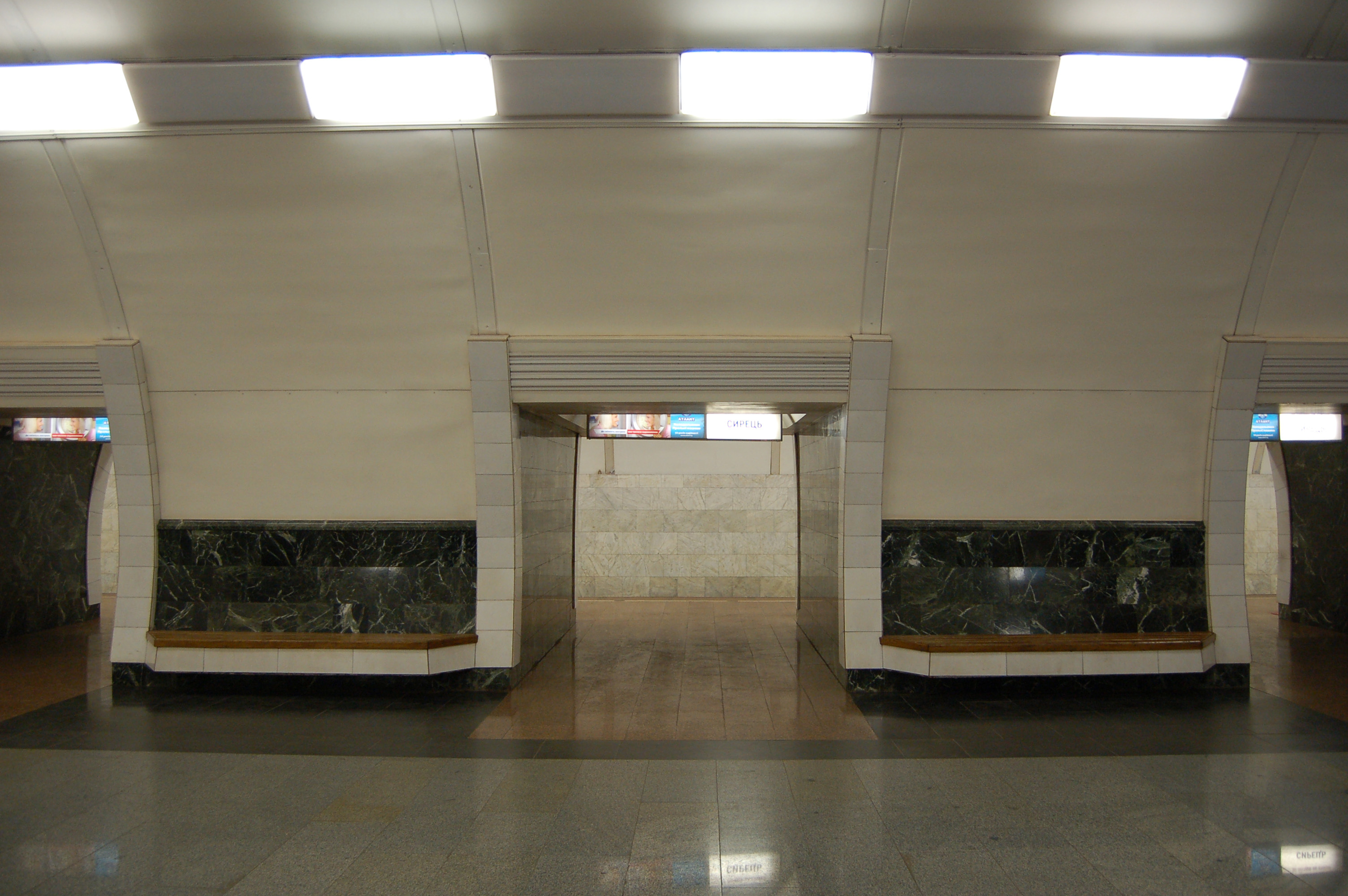
Проход между пилонами
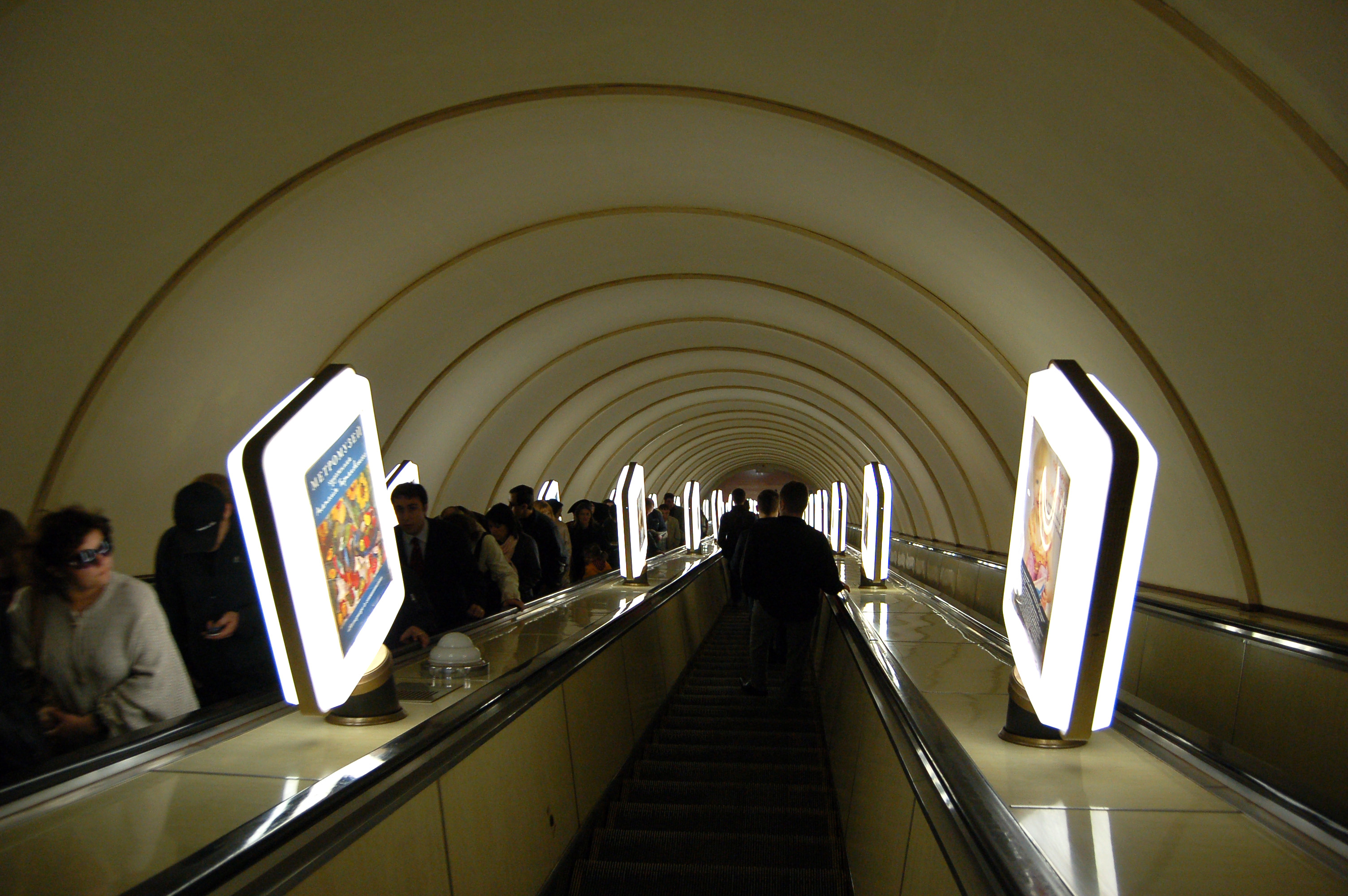
Нижний эскалаторный наклон

## Режим работы
Открытие — 5.30, закрытие — 0.00
Отправление первого поезда в направлении:
- ст. «Красный хутор» — 5.40
- ст. «Сырец» — 6.09

Отправление последнего поезда в направлении:
- ст. «Красный хутор» — 0.07
- ст. «Сырец» — 0.38

Расписание отправления поездов в вечернее время суток (после 22:00) в направлении:
- ст. «Красный хутор» — 22:11, 22:24, 22:41, 22:57, 23:14, 23:31, 23:48, 0:02, 0:07